# Bernardo Brusca
Bernardo Brusca, né le 9 septembre 1929 à San Giuseppe Jato et mort le 8 décembre 2000 à Naples, est un mafieux italien, chef du  mandamento de San Giuseppe Jato.
Il est l'un des responsables de l'Attentat de Capaci, dont son fils Giovanni fut l'exécutant.
Il fut également l’un des accusés au Maxi-procès de Palerme et, en 1987, il fut condamné définitivement à 23 ans de prison avec Giuseppe Calò et Salvatore Scaglione.

## Biographie
Allié de longue date au Clan des Corleonesi de Luciano Liggio puis avec Totò Riina, il fut le père des mafieux Enzo Salvatore Brusca et Giovanni Brusca ; ce dernier, après l’arrestation de son père en 1985, le remplaça comme chef mandamento de San Giuseppe Jato. Bernardo Brusca a été condamné lors du Maxi-procès de Palerme à 23 ans de prison et a reçu au total 7 peines de réclusion à perpétuité en tant que commanditaire de nombreux crimes dans d’autres procédures judiciaires. Il fut en effet déclaré coupable de la Attentat de Capaci, de l’assassinat du magistrat Cesare Terranova, des commissaires Ninni Cassarà et Beppe Montana, et de l’assassinat du politicien démocrate-chrétien Salvo Lima, avec Salvatore Riina, Bernardo Provenzano, Michele Greco et d’autres parrains. Il fut aussi membre de la Commissione provinciale de Cosa Nostra.
Il meurt le 8 décembre 2000 à l’hôpital Antonio-Cardarelli de Naples.

## Jugements
En 1987, au Maxi-procès de Palerme, Bernardo Brusca fut condamné à 23 ans de réclusion avec Giuseppe Calò et Salvatore Scaglione,.
En 1994, il fut condamné à la prison à perpétuité pour l’assassinat des trois repentis Salvatore Anselmo, Mario Coniglio et Leonardo Vitale avec Salvatore Riina, Bernardo Provenzano, Francesco Madonia, Michele Greco et Giuseppe Calò,.
En 1995, pour les assassinats des commissaires Giuseppe Montana et Ninni Cassarà, il fut à nouveau condamné à la perpétuité avec Salvatore Riina, Bernardo Provenzano, Michele Greco et Francesco Madonia.
La même année, dans le procès pour les assassinats de Piersanti Mattarella, Pio La Torre, Rosario Di Salvo et Michele Reina, il reçut une autre peine de perpétuité avec Salvatore Riina, Bernardo Provenzano, Michele Greco, Giuseppe Calò, Francesco Madonia et Nenè Geraci.
Toujours en 1995, dans le procès-annexe du maxiprocesso pour l’assassinat du général Carlo Alberto Dalla Chiesa, du chef de la police judiciaire Boris Giuliano et du professeur Paolo Giaccone, il fut condamné à la perpétuité avec Salvatore Riina, Bernardo Provenzano, Giuseppe Calò, Francesco Madonia, Nenè Geraci et Francesco Spadaro.
En 1997, dans le procès pour l'Attentat de Capaci où furent tués le magistrat Giovanni Falcone, son épouse Francesca Morvillo et son escorte (Antonio Montinaro, Vito Schifani, Rocco Dicillo), il fut condamné à la perpétuité avec les parrains Pietro Aglieri, Salvatore Riina, Bernardo Provenzano, Giuseppe Calò, Raffaele Ganci, Nenè Geraci, Benedetto Spera, Benedetto Santapaola, Salvatore Montalto, Giuseppe Graviano et Matteo Motisi.
La même année, dans le procès pour l’assassinat du juge Cesare Terranova, il reçut une autre perpétuité avec Salvatore Riina, Michele Greco, Giuseppe Calò, Francesco Madonia et Bernardo Provenzano.
En 1998, dans le procès pour l’assassinat du politicien Salvo Lima, il fut condamné à la perpétuité avec Salvatore Riina, Francesco Madonia, Giuseppe Calò, Giuseppe Graviano, Pietro Aglieri, Salvatore Montalto, Giuseppe Montalto, Salvatore Buscemi, Nenè Geraci, Raffaele Ganci, Giuseppe Farinella, Benedetto Spera, Antonino Giuffrè, Salvatore Biondino, Michelangelo La Barbera, Simone Scalici et Salvatore Biondo. En 2003, la Cassation annula la condamnation à perpétuité pour Pietro Aglieri, Giuseppe Farinella, Giuseppe Graviano et Benedetto Spera, mais confirma les autres condamnations.